# 孟加拉銀行
孟加拉銀行是孟加拉國的中央銀行，也是亚洲清算联盟的會員。

## 歷史
1971年的孟加拉國解放戰爭後，孟加拉人民共和國獨立，同年12月16日制定孟加拉銀行法，設立中央銀行。設立之初，孟加拉銀行的前身是巴基斯坦國立銀行達卡支行。
2016年3月，孟加拉银行表示在美国联邦储备系统的外汇账户遭他人盗取，造成近1亿美元的损失。

## 历任行长
- A.N.M. Hamidullah（1972年-1974年）
- A.K.N. Ahmed（1974年-1976年）
- M. Nurul Islam（1976年-1987年）
- Shegufta Bakht Chaudhuri（1987年-1992年）
- Khorshed Alam（1992年-1996年）
- Lutfar Rahman Sarkar（1996年-1998年）
- Dr. Mohammed Farashuddin（1998年-2001年）
- Dr. Fakhruddin Ahmed（英语：Fakhruddin Ahmed）（2001年-2005年）
- Dr. Salehuddin Ahmed（2005年-2009年）
- Dr. Atiur Rahman（英语：Atiur Rahman）（2009年-現在）

## 外部連結
- Bangladeshi bank information @ Barno24（页面存档备份，存于）
- 孟加拉銀行官方網站（页面存档备份，存于）